# Большое Поле (Нижегородская область)
Большое Поле — село в составе Воздвиженского сельсовета в Воскресенском районе Нижегородской области.

## География
Находится на расстоянии примерно 31 километр по прямой на восток-северо-восток от районного центра поселка  Воскресенское.

## История
Село известно с конца XIX века, когда в нем была построена церковь в честь святых Зосимы и Савватия. В 1925 году отмечено 128 жителей. В советское время работали колхозы «Безбожник», им.Молотова и им.Хрущева.

## Население
Постоянное население составляло 233 человека (русские 99%) в 2002 году, 220 в 2010 году .